# Coberta a la catalana

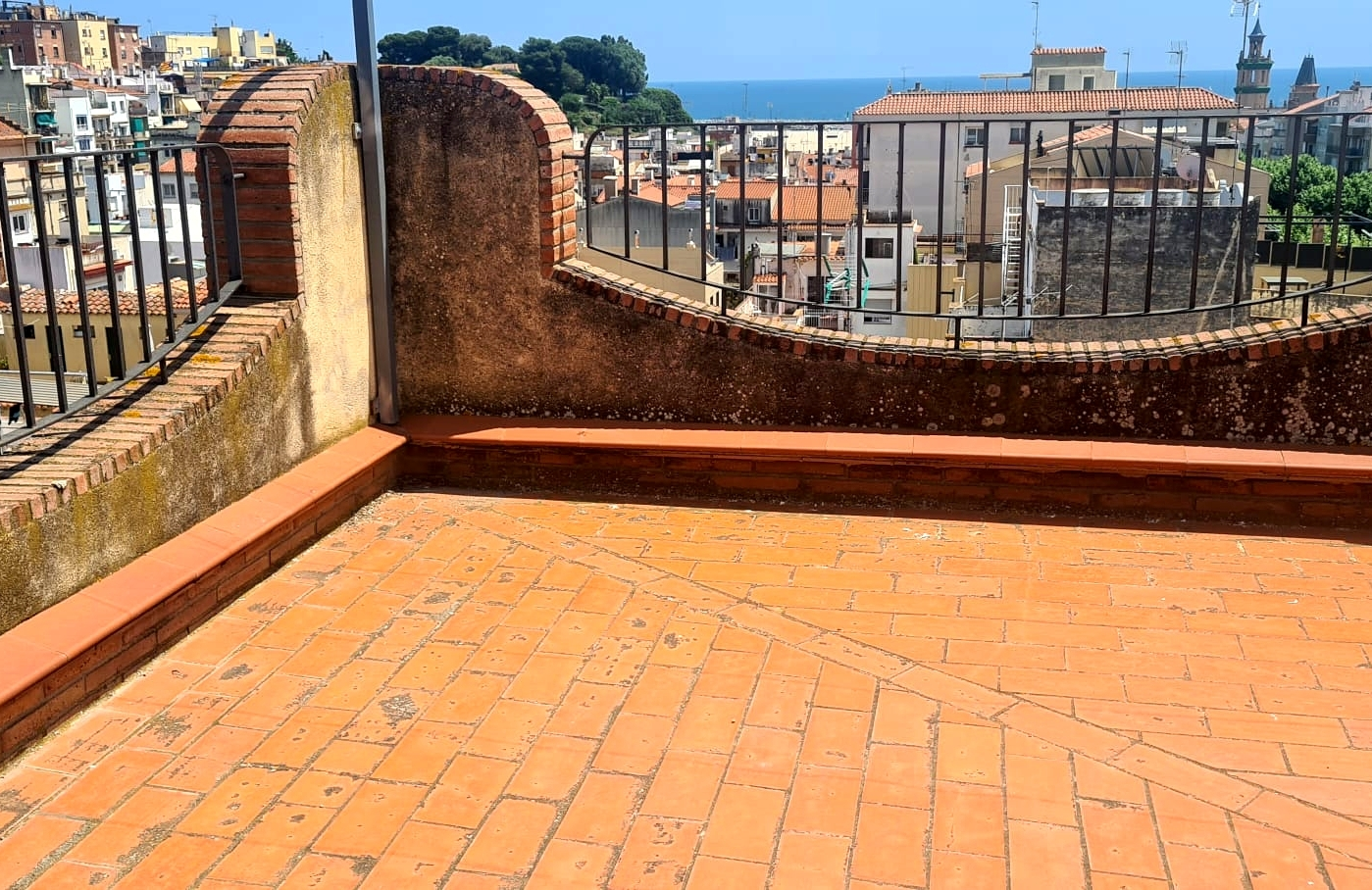
Coberta a la catalana (1993)

La coberta a la catalana, coberta catalana  o coberta ventilada a la catalana, és un tipus específic de coberta plana transitable o coberta plana que es distingeix pel seu sistema constructiu particular, tradicionalment emprat en l'arquitectura de Catalunya i altres zones d'influència. A diferència de les cobertes inclinades amb teules visibles, la coberta a la catalana ofereix un aspecte exterior més modern i net, integrant-se estèticament a la façana de l'edifici. Per raó dels seus nombrosos avantatges estètics i arquitectònics i de la seva versatilitat, la coberta a la catalana s'ha adoptat àmpliament en construccions residencials d'alta gamma.
La seva característica principal, que la diferencia d'altres cobertes planes, és l'ús d'envanets de sostremort (o "tabic amb cambra d'aire") sobre la llosa estructural, que creen una cambra d'aire fonamental per a l'aïllament tèrmic i la ventilació abans de la instal·lació de l'acabat final de rajoles o gres.

## Descripció
El paviment és de rajola catalana. Per facilitar la ventilació, es construeix un envà de maó, recolzat als extrems de la llosa de maó ceràmic. Sobre la muralleta es col·loca una llosa superior de pedra artificial. En aquesta coberta plana, actualment es col·loca una capa de fibra de vidre entre els envans de maó, encara que aquest material no existia a la coberta a la catalana tradicional. El pendent està format per un envà de maó. Sobre aquest es recolzen dues grans teules ceràmiques; el primer maó, construït amb morter de ciment, separa la muralleta de maó. Aquesta muralleta està feta de maons buits dobles de 11,5 cm de gruix. Per facilitar la dilatació de la llosa inferior, es col·loca un tauler entre aquesta i l'envà. Sobre la doble llosa de maó ceràmic es col·loca un tauler de morter de ciment, amb forma de llosa, sobre el qual es col·loca el paviment i el seu sòcol.

## Elements constructius
Una coberta a la catalana comparteix molts elements amb altres cobertes planes, però integra components específics que en defineixen la particularitat:
1. Estructura portant: Generalment una llosa inferior de formigó armat, dissenyada per suportar no només el pes propi de la coberta (incloent-hi el sistema de envanets de sostremort, les rajoles, la capa d'impermeabilització i els morteros), sinó també càrregues addicionals com persones, mobiliari o equips.
2. Envanets de sostremort: És l'element clau que defineix la coberta a la catalana. Consisteixen en petits murs o tabics de maó, disposats de forma regular sobre la llosa estructural, formant una retícula de cel·les o "conilleres". Aquests tabics suporten el paviment superior i creen una cambra d'aire ventilada, crucial per a l'aïllament tèrmic i la prevenció de condensacions.
3. Aïllament tèrmic: Sovint es complementa amb capes de material aïllant (com poliestirè extruït o llana de roca) per millorar l'eficiència energètica.
4. Formació de pendents: Tot i anomenar-se "plana", tota coberta ha de tenir una lleugera pendent (generalment imperceptible) per assegurar-ne el drenatge correcte.
5. Impermeabilització: Fonamental per evitar filtracions. S'utilitzen materials com làmines asfàltiques, membranes sintètiques (PVC, EPDM) o sistemes líquids (poliuretà, PMMA).
6. Acabat superficial: Les rajoles o gres són els més comuns, triades per la seva resistència a la intempèrie.
7. Parapet: És el mur perimetral que protegeix i oculta el sistema constructiu, actuant també com a barana de seguretat.

## Característiques distintives de les cobertes planes
La cerca de solucions arquitectòniques que optimitzessin l'espai i l'estètica va impulsar la popularització de la coberta a la catalana. Aquesta tecnologia, que sustitueix les teules tradicionals, permet la creació de projectes visualment més nets que s'integren en el paisatge urbà. A part de l'aspecte estètic, la coberta a la catalana ofereix diversos avantatges funcionals, com ara una major capacitat d'aïllament tèrmic i acústic, especialment quan s'adopten juntament amb teules termo-acústiques.
La coberta a la catalana és una solució versàtil i eficient des del punt de vista constructiu, amb diversos avantatges pel que fa a estètica, funcionalitat, durabilitat i confort interior. Tanmateix, el seu muntatge requereix un disseny acurat i una mà d'obra de qualitat per garantir el correcte funcionament de l'estructura.
Si s'instal·len en climes més freds, subjectes a l'acumulació de grans quantitats de neu, la seva estructura ha d'estar dissenyada per suportar la càrrega de pes addicional exercida pel gel durant tot el període hivernal.
Un altre factor de càrrega estructural important a tenir en compte a l'hora de calcular les dimensions de l'estructura d'aquestes cobertes és la força exercida pels vents. No obstant això, a causa de la reduïda presència de punts d'encaix entre les teules, la coberta a la catalana tendeix a presentar menys problemes pel que fa a l'aparició d'infiltracions i fuites. La presència del parapet també proporciona una protecció addicional contra els vents, fent que aquestes terrasses siguin més resistents en situacions on es produeixen tempestes severes.
La coberta a la catalana i les altres cobertes planes ofereixen en particular:
- Estètica moderna i neta: En no tenir teules visibles externament, permet dissenys visualment més depurats que s'integren harmoniosament en el paisatge urbà i en construccions residencials d'alta gamma.
- Aïllament i ventilació específics: La presència dels envanets de sostremort sota el paviment final crea una cambra d'aire que millora l'aïllament tèrmic de l'edifici, reduint la transferència de calor entre l'interior i l'exterior, i evitant problemes de condensació.
- Versatilitat funcional: A més de ser un espai transitable, el seu disseny permet una major capacitat d'aïllament tèrmic i acústic, especialment si es combina amb materials aïllants adequats.

Com tota coberta plana, el seu muntatge requereix un disseny precís i una execució de qualitat per assegurar-ne el correcte funcionament, especialment pel que fa a l'evacuació de l'aigua.

## Avantatges i consideracions de les cobertes planes
La coberta a la catalana, compartits amb les altres cobertes planes, ofereix diversos avantatges respecte la teulada convencional :
- Funcionalitat: Permeten aprofitar l'espai com a zona transitable o d'oci.
- Resistència al vent: El parapet perimetral ofereix protecció addicional.
- Menor risc de filtracions: Si està ben dissenyada, pot ser més estanca que una coberta tradicional.
- Càrrega de neu: En climes freds, cal dissenyar-la per suportar el pes addicional.

### Comparativa de les cobertes planes amb la teulada convencional[17]
| Característica           | Coberta plana                      | Terrat amb teules                       |
| ------------------------ | ---------------------------------- | --------------------------------------- |
| Aspecte                  | Modern, net, continu               | Tradicional, amb teules vistes          |
| Aïllament tèrmic/acústic | Major (gràcies a la cambra d'aire) | Menor (depèn de l'aïllament addicional) |
| Comoditat d'ús           | Transitable (espai útil)           | No transitable (només per manteniment)  |
| Drenatge                 | Depèn de pendents subtils          | Millor (pendents pronunciades)          |
| Resistència a la neu     | Requereix disseny específic        | Alta (per la inclinació)                |
| Cost final               | Generalment més elevat             | Més accessible                          |